# Frantel

Frantelest un groupe hôtelier français fondé en 1968, aujourd'hui disparu depuis son absorption par Pullman, dont beaucoup d'établissements sont désormais intégrés au groupe Accor, notamment sous l'enseigne Mercure.
La société Frantel (622-009-919) a été radiée du registre du commerce et des sociétés le 24 juin 1986.

## Quelques établissements

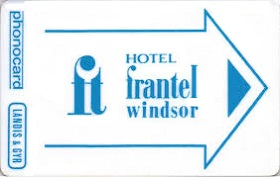
Carte téléphone magnétique expérimentée au Frantel Windsor de Paris en 1977

### en France
- Frantel Rungis-Orly, aujourd'hui Hôtel Mercure Paris Orly Rungis[4]
- Frantel Windsor Paris, devenu Hôtel Sofitel Paris Arc de Triomphe
- Frantel Lyon Part-Dieu, aujourd'hui Radisson Blue Hotel
- Frantel Dijon, aujourd'hui Hôtel Mercure Centre Clemenceau
- Frantel La Tour Blanche à Toulon
- Frantel Dunkerque devenu ensuite hôtel Altea[5]
- Frantel La Grande-Motte
- Frantel Fos-sur-Mer
- Frantel Marseille
- Frantel Metz
- Frantel Montpellier
- Frantel Mulhouse, aujourd'hui Hôtel Mercure Mulhouse Centre, avec une sculpture de Claude Abeille
- Frantel Saint Etienne
- Frantel Clermont Ferrand
- Frantel Limoges
- Frantel Maçon
- Frantel Bordeaux
- Frantel Rouen
- Frantel Rennes
- Frantel Toulouse
- Frantel Nice

### hors de France
- Frantel Guadeloupe
- Frantel Les Trois-Îlets Martinique
- Frantel Zamba à Pointe-Noire (Congo)
- Frantel Volgograd
- Frantel Abidjan